# مرکز تجاری امایوگی

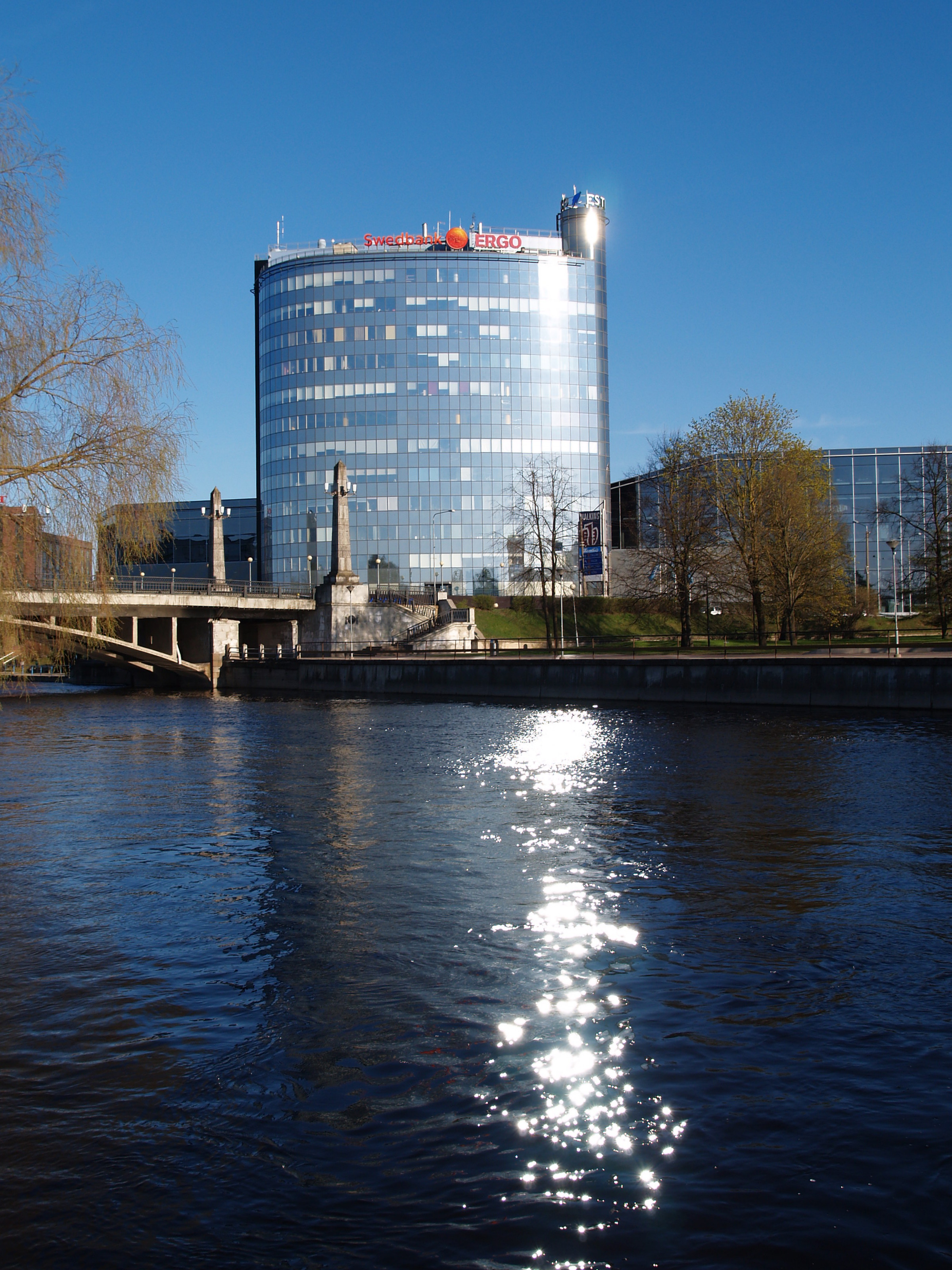
مرکز تجاری امایوگی

مرکز تجاری امایوگی (به انگلیسی: Emajõe Business Centre) یک مرکز و مجتمع تجاری در شهر تارتو، استونی است که در کنار رود امایوگی قرار دارد. این مرکز تجاری در سال ۱۹۹۸ تأسیس شده و دارای ۱۴ طبقه و ۵۲ متر ارتفاع است.

## نگارخانه

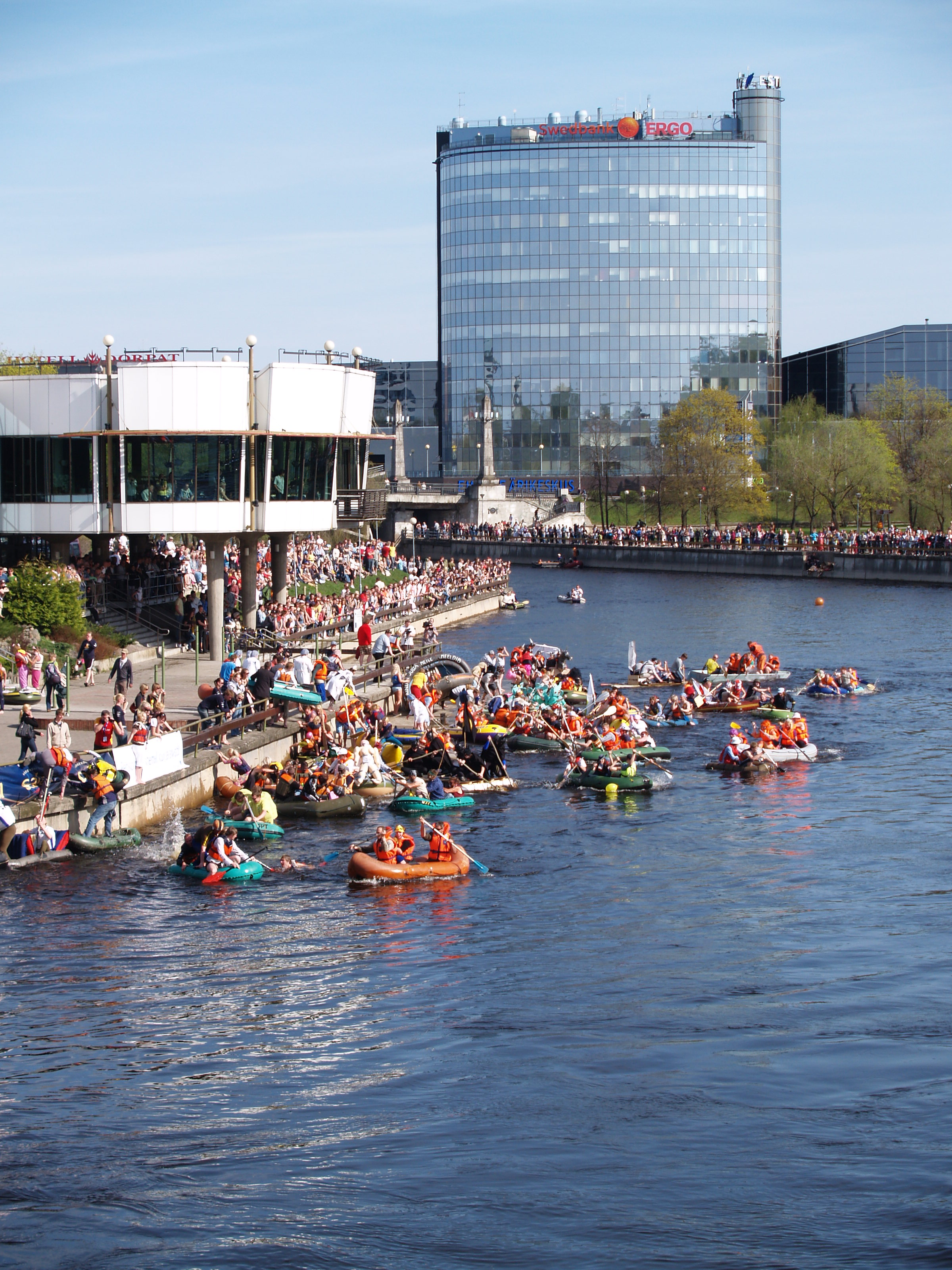
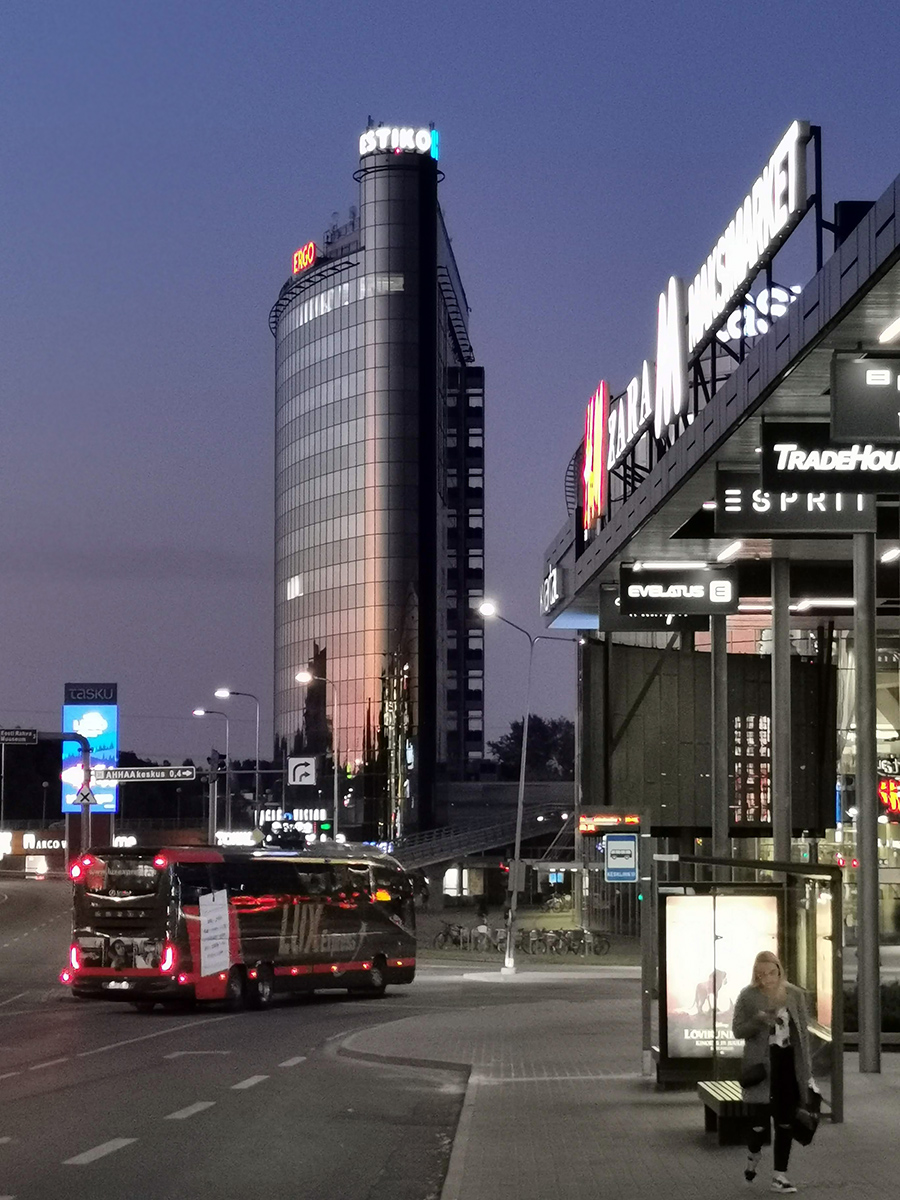
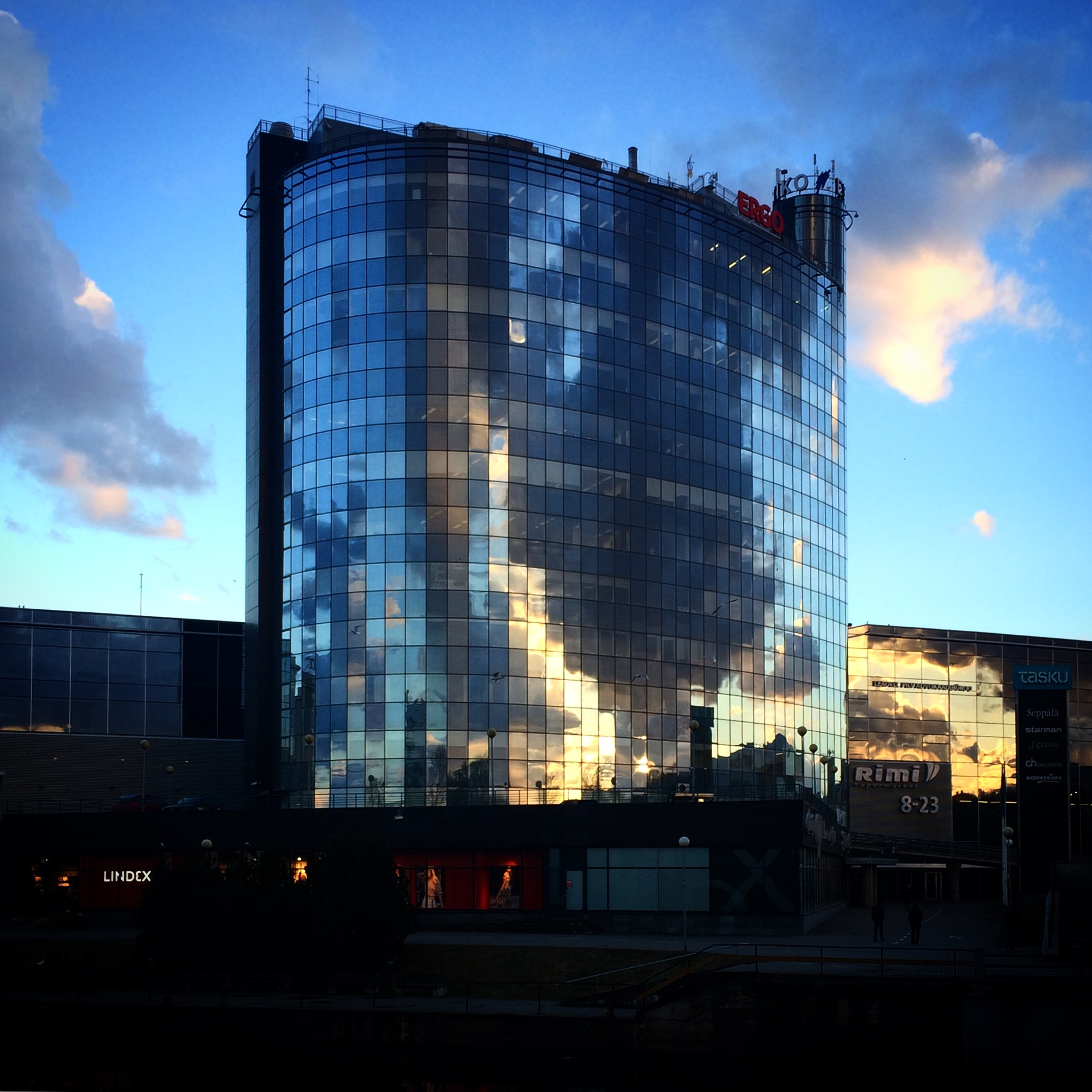